# YUISHIN
YUISHIN（唯心）は、 AREX-destinyの1枚目のシングル。2002年3月16日にCDで発売された。

## 解説
- 笠浩二のソロシングルとしては4枚目の作品。

## 収録曲
| 全作詞・作曲・編曲: 笠浩二。 |             |        |            |
| #                            | タイトル    | 作詞   | 作曲・編曲 |
| 1.                           | 「YUISHIN」 | 笠浩二 | 笠浩二     |